# フィッシュタウン
フィッシュタウン（英語: Fish Town）はリベリアの都市である。リバージー郡の中心地（郡都）である。